# The Twist
Singles de Chubby Checker
Dancing Dinosaur
(1960) The Hucklebuck
(1960)
The Twist est une chanson écrite et composée par le chanteur américain Hank Ballard. Il a enregistré ce rhythm & blues rapide pour son groupe Hank Ballard and The Midnighters et l'a sorti au début de l'année 1959 sur la face B du single Teardrops on Your Letter. La chanson est passée complètement inaperçue avant sa reprise l'année suivante  par Chubby Checker qui en fait un succès.

## Version de Chubby Checker
En 1960 la chanson est reprise par le jeune chanteur Chubby Checker qui en fait un énorme succès  et lance la mode du twist. Sa version, publiée en juin 1960, se propulse en tête des ventes au mois de septembre suivant, tandis que ses apparitions télévisées font connaître le twist en tant que danse auprès du grand public américain et déclenchent un engouement sans précédent. La version d'Hank Ballard est ressortie pour l'occasion et s'est placée également dans les hit-parades.
The Twist de Chubby Checker est la seule chanson de l'histoire qui a atteint le numéro un aux États-Unis deux fois dans la même version : elle a atteint la 1re position dans le Billboard Hot 100 en septembre 1960 puis en janvier 1962.
En juin 1961, Chubby Checker livre une nouvelle chanson à succès titrée Let's Twist Again.
The Twist est sélectionnée par le Rock and Roll Hall of Fame, en 1995, comme l'une des « 500 chansons qui ont façonné le rock 'n' roll ». En 2004, la chanson est classée 451e parmi les « 500 plus grandes chansons de tous les temps » du magazine Rolling Stone. En 2008, The Twist est déclaré le plus grand tube américain de tous les temps par l’hebdomadaire Billboard.

## Autres versions

### Reprises
The Twist fait l’objet de nombreuses reprises par différents artistes, dont :
- 1961 :
  - Nancy Holloway sur son EP Last Night ;
  - Louis Prima avec Sam Butera and the Witnesses sur l'album Doin' Tthe Twist with Louis Prima ;
- 1962 :
  - Johnny O'Keefe sur l'EP Twistin' with J. O'K. ;
  - Ray Anthony and His Bookends sur l'album The Twist ;
  - The Champs sur l'album Great Dance Hits ;
  - Keely Smith sur son album Twist with Keely Smith ;
  - Sam Cooke et l'orchestre de Rene Hall sur Twistin' the Night Away ;
  - Dion sur  Lovers Who Wanders ;
  - The Ventures sur Twist with the Ventures ;
  - Duane Eddy sur Twistin' and Twangin' ;
  - Mickie Most ans His Playboys  sur Big Beat Ball ;
- 1963 : 
  - The Crystals sur l'album The Crystals Sings the Greastest Hits - Vol. 1 ;
  - The Miracles sur Doin' Mickey's Monkey ;
- 1964 : The Platters sur 10th Anniversary Album ;
- 1981 : Klaus Nomi sur son premier album homonyme ;
- 1992: The Radiators sur l'album live Snafu 10-31-'91 ;
- 1999 : Eddy Clearwater sur Chicago Daily Blues.

### Adaptation française
La chanson est traduite en français sous le titre Le Twist par  Georges Aber et Rudi Revil et enregistrée par Eddy Mitchell et Les Chaussettes noires pour l'album Rock 'n' Twist ainsi qu'une parution en super 45 tours en décembre 1961. 